# Accalathura kensleyi
Accalathura kensleyi är en kräftdjursart som beskrevs av King 2008. Accalathura kensleyi ingår i släktet Accalathura och familjen Leptanthuridae. Inga underarter finns listade i Catalogue of Life.